# Boldenona
La boldenona (1,4-androstadieno-3-ona-17β-ol, también conocida con los nombres comerciales Equipoise, Ganabol, Equigan y Ultragan) es un esteroide anabólico. A menudo se formula como éster undecanoato.
La actividad de la boldenona es principalmente anabólica. Aumenta la retención de nitrógeno, la síntesis de proteínas, aumenta el apetito y estimula la liberación de eritropoyetina en los riñones. Se sintetizó en un intento de crear un inyectable de acción prolongada similar a Dianabol para los trastornos por deficiencia de andrógenos.
La boldenona sólo tiene un uso veterinario permitido. Sin embargo, es muy utilizada en el culturismo y en otros deportes para aumentar el rendimiento. Se considera una sustancia dopante.